# Madcon
Madcon (diminutivo de Mad Conspiracy) es una banda de hip hop noruega formada por Tshawe Baqwa (Kapricon) y Yosef Wolde-Mariam (Critical). Kapricon nació en Alemania de padres sudafricanos, pero creció en Tveita, cerca de Oslo. Critical es noruego de nacimiento, pero de orígenes etíopes y eritreos. Muchos los han apodado como «Los Nuevos Outkast», pero ellos dicen que, aunque sean admiradores de la banda, ellos tienen otro estilo completamente diferente.
Después de haber trabajado con muchos artistas locales, Madcon consigue gran popularidad gracias a la colaboración con Paperboys en el sencillo Barcelona, que obtiene un gran éxito en Noruega, llegando a ganar el «Spellemannprisen», el equivalente noruego del Premio Grammy. Gracias al éxito de Barcelona, el 3 de diciembre de 2007 publica su primer álbum So Dark The Con Of Man, cuyo primer sencillo «Beggin'» en poco tiempo llega a ser éxito de ventas y conseguir el disco de platino.
Tshawe y Yosef actualmente conducen en la televisión un programa musical titulado «The Voice of Madcon», transmitido en el canal noruego de música «The Voice». En el segundo semestre de 2008, Madcon también han presentado el concurso de televisión Kan du teksten? («¿Sabes las letras?») difundido por TV2. Tshawe participó en 2007 y ganó el reality show Skal vi danse?, el equivalente noruego de Bailando con las estrellas.
En 2010 actuó en el acto del intermedio de la final del Festival de Eurovision celebrado en Oslo, con la canción Glow. También en ese año, lanza el disco Contraband.

## Álbumes
- It's All a MadCon (2004)
- So Dark The Con Of Man (2007)
- An InCONvenient Truth (2008)
- Contraband (2010)
- Contakt (2012)

## Sencillos
- Beggin (El estribillo es una versión del tema de Frankie Valli, "Beggin" también), ESP (1)
- Liar
- Let's dance instead
- Freaky Like Me (featuring Ameerah)
- Back on the Road
- Don't Worry